# El Palmo de Silahua
El Palmo de Silahua es un caserío peruano ubicado en el distrito de Frías, perteneciente a la provincia de Ayabaca del departamento de Piura, al norte del Perú.

## Ubicación
El Palmo de Silahua se ubica al suroeste de la provincia de Ayabaca, en el distrito de Frías, en el departamento de Piura.

## Demografía
En 2017 El Palmo de Silahua tenía una población de 52 habitantes.